# Carcere italiano
Carcere italiano (Quelques messages personnels) è una raccolta di testi scritti dall'artista e attore francese Pierre Clémenti. Pubblicato in Francia nel 1973 con il titolo Quelques messages personnels, l'opera è un diario dell'esperienza nelle carceri italiane di Regina Coeli e Rebibbia, dove l'attore fu detenuto per diciotto mesi per poi essere rimpatriato in Francia e dichiarato ospite non gradito per l'Italia. Questa testimonianza traccia anche gli episodi essenziali della sua vita e della sua carriera folgorante, e sullo sfondo trovano posto il caso di Pietro Valpreda e il terrorismo degli anni settanta in Italia.
Il libro contiene le lettere inviate da Pierre Clémenti agli amici più intimi, tra i quali Franco Brocani, regista dell'ultimo film di Clémenti prima che l'attore finisse in carcere, Necropolis (1970), che così lo commenta: «L'angelo Attila tutto confuso in questa cosa lisergica, la resurrezione, insomma a leggerle oggi fanno un po' impressione...»
Apparso in Italia nel 1973 per i tipi de Il Formichiere, il libro è pubblicato successivamente per la serie Poche - nel 2005 - della più importante casa editrice francese, Gallimard, e viene ripubblicato infine in Italia nel 2007 con il titolo Pensieri dal carcere per i tipi de il Sirente.

## Contenuti
Nel giugno del 1971 il ventinovenne attore francese Pierre Clémenti - che aveva già lavorato con registi come Luis Buñuel, Pier Paolo Pasolini e Bernardo Bertolucci - è arrestato a Roma per detenzione e uso di stupefacenti. Condannato a due anni di prigione, è incarcerato a Regina Coeli, da dove uscirà dopo 18 mesi per insufficienza di prove e costretto ad abbandonare il paese. Clémenti, che esce da questa esperienza traumatizzato e segnato per sempre, commenta: «L'individuo che esce di prigione è minuziosamente fabbricato per farvi ritorno». E infatti tornerà anche lui dietro le sbarre, ma con la memoria. Pensieri dal carcere è un testo ibrido, un resoconto durissimo di quei diciotto mesi, intrecciato a riflessioni sul sistema repressivo e a ricordi del periodo precedente.

## Critica
Questo libro ha ricevuto molte recensioni positive:
- «Poi c'è la speranza, che è lotta per cambiarla la prigione, e che fa di Quelques messages personnels un libro combattente a ogni passaggio.»[3]
- «Lacerante resoconto autobiografico-esistenziale, riflessione sul sistema penitenziario, ma anche involontario spaccato di un'Italia, quella dei primissimi anni settanta, formicolante di beatnik e neofascisti, livori proletari e paranoie perbeniste, vecchi malavitosi artigianali e nuovi faccendieri all'avanguardia.»[4]
- «Lunga vita a questo libro che lo proietta al centro del nostro amore.»[5]

## Edizioni
- Pierre Clémenti, Quelques messages personnels, 1973,  cap. 17.
- Pierre Clémenti, Carcere italiano, Il Formichiere, 1973,  cap. 17.
- Pierre Clémenti, Quelques messages personnels, collana Folio, Gallimard, Parigi, 2006,  cap. 17.
- Pierre Clémenti, Pensieri dal carcere, traduzione di Simone Benvenuti, postfazione di Balthazar Clémenti, saggio di Danilo Zolo, Collana Fuori, il Sirente, Fagnano Alto, 2007,  pp. 156 pp., ISBN 978-88-87847-12-3.